# 1993 SC
1993 SC är en plutinor som upptäcktes den 17 september 1993 av de båda brittiska astronomerna Iwan P. Williams och Alan Fitzsimmons och den irländska astronomen Donal O'Ceallaigh vid La Silla-observatoriet.
Asteroiden har en diameter på ungefär 328 kilometer.